# Níobe (filha de Foroneu)
Níobe é uma filha de Foroneu, rei de Argos, e a ninfa Teledice. Ela foi a primeira mortal a ser possuída por Zeus, e desta união nasceu Argos e, segundo Acusilau e Dionísio de Halicarnasso, Pelasgo.